# هانز باوس
هانز باوس (بالألمانية: Hans Paus) (و. 1937 – 2011 م) هو فيزيائي، وكاتب غير روائي، وأستاذ جامعي من ألمانيا . ولد في ساربروكن.

## مناصب وهيئات
أدار جامعة شتوتغارت.